# لشکر ۸۷۷ یهودا و سامره
لشکر ۸۷۷ یهودا و سامره (عبری: אוּגְדָּת אֵזוֹר יְהוּדָה וְשׁוֹמְרוֹן‎) یا لشکر یهودا و سامره لشکر پیاده‌نظام زرهی (بازوی ترکیبی) نیروی زمینی اسرائیل و تحت امر فرماندهی مرکزی اسرائیل است، که در سال ۱۹۸۸ تأسیس شد. ستاد فرماندهی لشکر ۸۷۷ در بت ال، استان یهودا و شومرون قرار دارد. این لشکر مسئول فعالیت‌های نظامی اسرائیل در منطقه یهودا و سامره است.

## تاریخچه
در ۲۰ دسامبر ۱۹۶۷، سرهنگ رافائل واردی به عنوان فرمانده منطقه یهودا و سامره منصوب شد و به فرماندهی مرکزی گزارش می‌داد و مسئولیت‌های مدنی که پیش‌تر بر عهده این فرماندهی بود را برعهده گرفت.
در ۴ نوامبر ۱۹۸۱، منطقه یهودیه و سامریه به تیپ یهودیه و سامریه و اداره مدنی تقسیم شد که مسئول رسیدگی به نیازهای مدنی جمعیت فلسطینی تحت کنترل اسرائیل بود. فرمانداران نظامی در هر منطقه به افسران اداره مدنی تبدیل شدند، اختیارات آنها کاهش یافت و کنترل امور امنیتی را از دست دادند. فرماندهی امنیتی به فرماندهی منطقه‌ای یهودیه و سامریه به ریاست یک افسر با درجه سرهنگ دوم منتقل شد. در ابتدا، این منطقه به شش ناحیه تقسیم می‌شد: بیت‌لحم، هبرون، رام‌الله، نابلس، طولکرم و جنین. بعداً به سه بلوک به نام‌های شمالی، مرکزی و جنوبی یا یهودیه، بنیامین و سامریه، که هر یک تحت امر یک فرمانده با درجه سرهنگ‌دوم بود، تقسیم شد.
در مارس ۱۹۸۸، پس از وقوع انتفاضه اول، ارتش اسرائیل صفوف نیروهای مسئول بخش یهودیه و سامریه را افزایش داد و لشکر منطقه یهودیه و سامریه تحت فرماندهی یک افسر با درجه سرتیپ تأسیس شد و جایگزین تیپ یهودیه و سامریه شد. با تأسیس لشکر منطقه یهودیه و سامریه، این سه منطقه به سه تیپ تبدیل شدند: تیپ سامریه، تیپ بنیامین و تیپ یهودیه. بعداً، هر تیپ تقسیم شد و تیپ اتزیونی، تیپ مناشه و افرایم نیز تأسیس شدند.
بین سال‌های ۱۹۹۳ تا ۱۹۹۷، درجه فرماندهی افزایش یافت و فرماندهی این لشکر به سرلشکر شائول موفاز و بعداً به سرلشکر گابی اوفیر رسید. پس از وقایع تونل دیوار غربی در سال ۱۹۹۶، ارتش اسرائیل تصمیم گرفت این لشکر را برای احتمال درگیری نظامی با تشکیلات خودگردان فلسطین و نیروهای امنیتی آن آماده کند. برای این وظیفه، سرتیپ گابی اوفیر، که در دوران تصدی خود به درجه سرلشکر ارتقا یافته بود، به‌طور استثنایی برای دوره دوم به عنوان فرمانده این لشکر منصوب شد. تحت فرماندهی او، تیپ‌های منطقه‌ای و گردان‌های پیاده‌نظام تعیین شده تحت فرماندهی آنها تأسیس شدند. این گردان‌ها بعداً در تیپ کفیر ادغام شدند.
در طول عملیات سپر دفاعی در سال ۲۰۰۲، لشکر یهودا به یک لشکر اضافی ارتش اسرائیل در منطقه یهودا تبدیل شد و تیپ‌های یهودا و اتزیون در لشکر یهودا ادغام شدند.
در طول دهه اول قرن بیست و یکم، این لشکر همچنین به یک لشکر ذخیره تبدیل شد و در چارچوب آن، چندین گردان ذخیره فعالیت می‌کنند که در مواقع اضطراری برای جایگزینی گردان‌های منظم مستقر در یهودا و سامره و مورد نیاز برای نبرد در بخش‌های دیگر تعیین می‌شوند. این گردان‌ها تحت فرماندهی تیپ‌های منطقه‌ای فعالیت می‌کنند و عمدتاً بر اساس نیاز تیپ کفیر تغذیه می‌شوند.
در سال ۲۰۲۲، این لشکر عملیات موج‌شکن را برای مبارزه با تروریسم در یهودا و سامریه رهبری کرد. در نوامبر ۲۰۲۲، از سوی رئیس ستاد کل به آن مدال تقدیر عملیاتی اعطا شد. در ژوئیه ۲۰۲۳، این لشکر عملیات بیت وگان را برای ریشه‌کن کردن زیرساخت‌های تروریستی در منطقه شهر و اردوگاه پناهندگان جنین، در نتیجه افزایش حوادث تروریستی در شمال سامریه، رهبری کرد.